# 温泉镇 (陆川县)
温泉镇，是中华人民共和国广西壮族自治区玉林市陆川县下辖的一个乡镇级行政单位。

## 行政区划
温泉镇下辖以下地区：
长安社区、新洲社区、九龙社区、温汤社区、九洲社区、文昌社区、万丈村、四良村、碰塘村、中兴村、泗里村、温泉村、东山村、白坭村、中屯村、长河村、官田村、洞心村、安宁村和风淳村。